# Правило підрахування електронів
Правило підрахування електронів (рос. правило подсчета электронов, англ. electron-counting rule) — правило, що встановлює відповідність між топологією молекулярної структури та числом електронів, які можна розмістити на її зв'язуючих молекулярних орбіталях. В його основі лежить загальне допущення, що заповненість валентної електронної оболонки молекулярної частинки, що належить до певного структурного типу, є основним критерієм структурної стабільності. Частковими випадками правила є правило 18 електронів та правило октету.